# Медаль «В память войны 1870—1871» (Франция)
Медаль «В память войны 1870—1871» (фр. Médaille commémorative de la guerre 1870-1871) — памятная государственная награда Франции, учреждённая 9 ноября 1911 года.

## История
Франко-прусская война оставила своё влияние в медальерном искусстве. Было создано большое количество наград сразу в нескольких странах. Например, в Германской империи медаль за эту кампанию была государственной и довольно почётной. В Бельгии существовала отдельная медаль для мобилизованных на эту кампанию солдат. Во Франции ситуация обстояла хуже — в силу перемен после войны не было одной общей ветеранской организации, их было много, и каждая из них учреждала свои инсигнии в виде медалей. Эту проблему смогли уладить только в 40-летнюю годовщину поражения, учредив общегосударственную награду.

## Статут

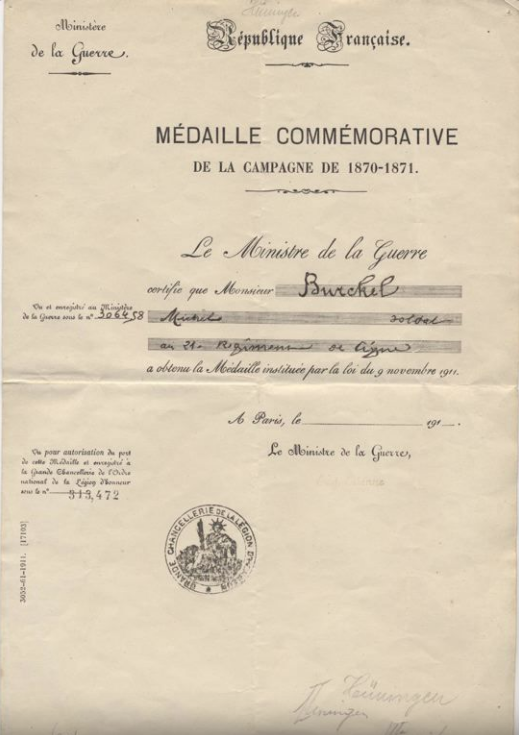
Документ, удостоверяющий награждение.

Этой медалью награждались следующие участники войны:
- Военнослужащие армии и флота
- Военнослужащие Национальной гвардии
- Партизаны

В статут медали была внесена правка указом Сената от 1 февраля 1912 года. Помимо вышеперечисленных, награждались ещё:
- Врачи
- Медсёстры
- Священники

## Описание медали
Медаль имеет форму правильного круга, диаметром 30 мм. Известно, что крупная ювелирная организация «Arthus-Bertrand» выпускала версии, диаметром 36,5 мм. Изготавливалась из бронзы, но существуют версии из серебра, или посеребрённой бронзы. Как правило, такие заказывали для себя офицеры.
Медали изготавливались на монетном дворе в Париже, либо в частных организациях. Мастер-медальер — Жорж Лемер (фр.)
На аверсе изображена Марианна в античном военном шлеме и доспехе. Она повёрнута лицом влево. Моделью послужила актриса оперы Фернанда Дюбуа. По бокам — надпись «REPUBLIQUE FRANÇAISE» (Республика Франция). В левом нижнем углу — инициалы мастера-медальера «Georges Lemaire».
На реверсе — в центре картуш с надписью «AUX DÉFENSEURS DE LA PATRIE» (Защитникам Родины). Снизу — якорь, по бокам — большое количество оружия: пушки, винтовки, сабли, горн и барабан.
В центре, выше картуша — знамя. На нём надпись «honneur et patrie» (честь и родина). По бокам знамени — надписи «1870» и «1871» — даты начала и конца Франко-прусской войны.
В левом нижнем углу — клеймо, латинская буква «L» в букве «G» — инициалы мастера-медальера. В правом нижнем углу, в версии Парижского монетного двора — клеймо «BR» (сокр. от BRONZE (бронза)), и рог изобилия — герб Парижского монетного двора.
Лента медали выполнена из муарового шёлка, шириной 36 мм. На ней — чередующиеся зелёные и чёрные полосы. Зелёных полос 5, а чёрных 4. Чёрный цвет означает траур, а зелёный — желание вернуть Эльзас и Лотарингию, на тот момент аннексированные. К одежде крепилась через специальную булавку.

## Планка
К медали в некоторых случаях прилагалась специальная планка, крепившаяся к ленте. Она была всего одна. Была выполнена из серебристого металла, на ней написано «ENGAGÉ VOLONTAIRE» (Добровольное участие). Полагалась тем, кто вступил добровольно в ряды французских вооружённых сил.

## Галерея

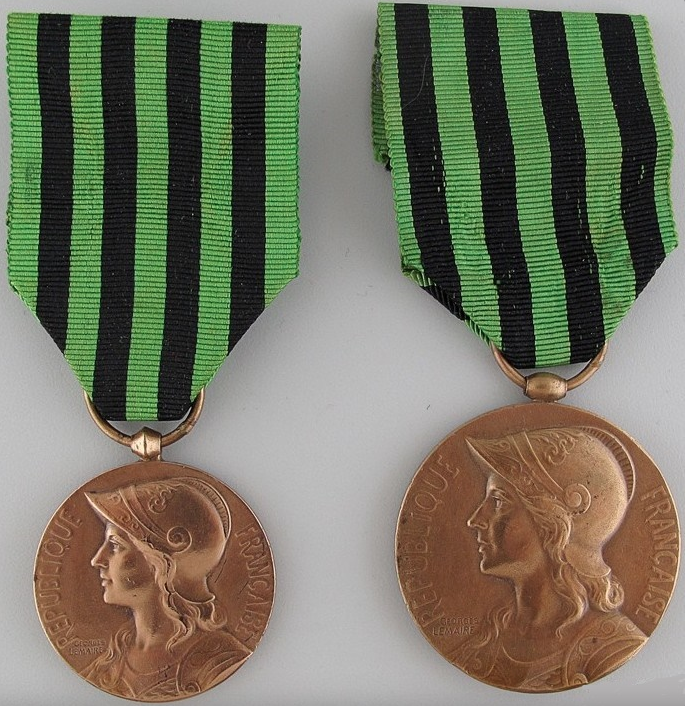
Для сравнения: классическая (слева) и увеличенная (справа) версии медалей.
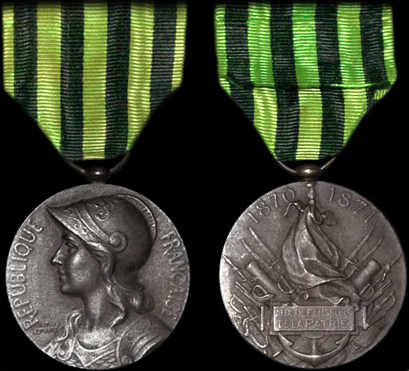
Версия медали в серебре.
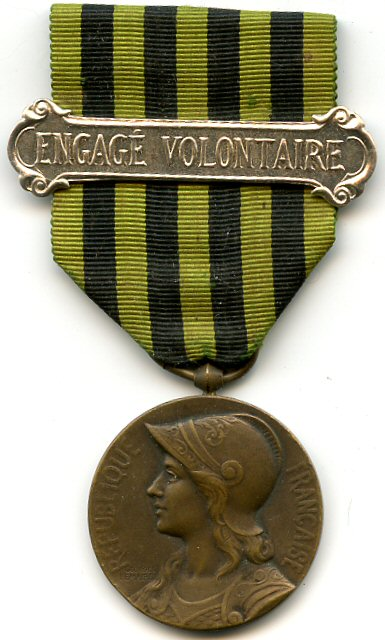
Фото медали с планкой.